# 阿波大宮駅
阿波大宮駅（あわおおみやえき）は、徳島県板野郡板野町大坂にある、四国旅客鉄道（JR四国）高徳線の駅である。 駅番号はT08。

## 歴史
- 1935年（昭和10年）3月20日：鉄道省高徳本線の駅として開業[2]。
- 1970年（昭和45年）6月1日：貨物取扱廃止[2]。
- 1972年（昭和47年）10月1日：荷物扱い廃止[3]。駅員無配置駅となり[4]、簡易委託駅化。
- 1977年（昭和52年） - 1980年（昭和55年）5月24日の間：無人駅化[5]。
- 1987年（昭和62年）4月1日：国鉄分割民営化によりJR四国の駅となる[2]。

## 駅構造

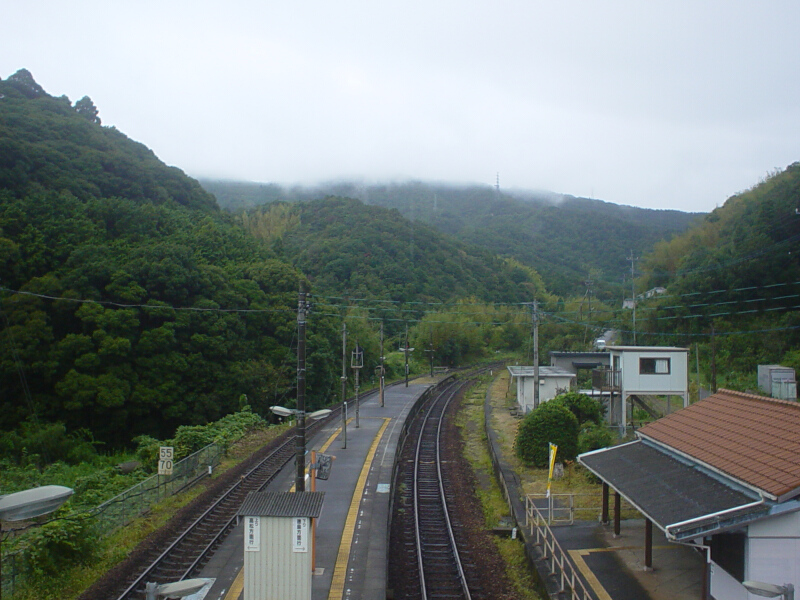
板野方から構内を眺める
（2007年9月）

島式ホーム1面2線を有する地上駅。線路の配線は2番のりば側が一線スルーのように見えるが、主として1番のりば側を下り本線、2番のりば側を上り本線として使用している。このため1番のりば側を通過する列車は分岐器通過速度45km/h制限がある。また、一部の特急列車は当駅で運転停車する。尚、2番のりば(直線側)も曲線制限のため、70km/h制限である。
駅舎とホームとの間は無蓋跨線橋で連絡している。
無人駅である。無人化後、暫くは駅前の商店に簡易委託されていた。
トイレは2019年に廃止された。

### のりば
| のりば | 路線    | 方向 | 行先             |
| ------ | ------- | ---- | ---------------- |
| 1      | ■高徳線 | 下り | 板野・徳島方面   |
| 2      | ■高徳線 | 上り | 三本松・高松方面 |

## 駅周辺
板野の市街地から大坂峠越えに向かう旧讃岐街道沿いの山間部に立地する駅であるため、周囲の民家は疎らである。駅から南へ下るとあせび温泉 やすらぎの郷に至るが、同温泉は駅からやや離れた所にある。
- 板野町立板野東小学校大坂分校
- 板野東幼稚園大坂分園
- 大坂口御番所跡
- 十楽寺
- 大宮神社
- 高松自動車道
- 徳島県道1号徳島引田線
- 徳島県道164号阿波大宮停車場線

## 隣の駅
四国旅客鉄道（JR四国）
■高徳線
■普通
讃岐相生駅 (T09) - 阿波大宮駅 (T08) - 板野駅 (T07)